# James Plaskitt
James Andrew Plaskitt (né le 23 juin 1954) est un homme politique du parti travailliste britannique qui est député de Warwick et Leamington de 1997 jusqu'à sa défaite aux élections générales de 2010.

## Jeunesse
Né à Grimsby, Plaskitt fait ses études à la Pilgrim School sur Brickhill Drive à Brickhill, Bedford et est allé à University College, Oxford pour étudier EPI et obtient une maîtrise. Il obtient son diplôme en 1976 et un MPhil en politique avant de prendre des cours au University College jusqu'en 1979. Il part à l'Université Brunel pendant quatre ans en tant que chargé de cours en gouvernement, puis à Christ Church, Oxford de 1984 à 1986 en tant que chargé de cours. À partir de 1985, il est analyste commercial pour Oxford Analytica, où il est consultant commercial et ensuite directeur du conseil.

## Carrière parlementaire
Sa carrière politique commence en 1985 lorsqu'il est élu au conseil du comté d'Oxfordshire. Il est chef du groupe travailliste de 1990 à 1996. Aux élections générales de 1992, il se présente à Witney pour le parti travailliste, perdant par une marge substantielle face à l'ancien ministre des Affaires étrangères conservateur Douglas Hurd . Alors que le parti travailliste l'emporte aux élections générales de 1997, Plaskitt est élu député de la circonscription conservatrice de Warwick et Leamington, battant le titulaire Dudley Smith . Il siège au Comité spécial du Trésor de la Chambre des communes à partir de 1999 et, aux élections générales de 2001 est réélu avec une marge accrue, bien que le taux de participation ait été plus faible . Il est un fervent partisan de la réforme de la loi sur l'aide à mourir, de la lutte contre la pauvreté des enfants et du développement de la formation continue. Il se prononce contre les actions d'Israël à Gaza et appelle à une réforme urgente de la réglementation bancaire internationale. Plaskitt a tendance à voter avec le gouvernement sur des questions importantes telles que les frais de scolarité universitaires et les hôpitaux de fondation. Il est un des députés travaillistes qui n'a pas voté pour l' invasion de l'Irak en 2003 .
Après les élections générales de mai 2005, il est nommé ministre subalterne au Département du travail et des pensions. Il quitte le gouvernement d'un commun accord en octobre 2008 et est renommé au Comité spécial du Trésor de la Chambre des communes en juillet 2009. 
Il perd contre le candidat conservateur, Chris White, aux élections générales de 2010 par 3 513 voix, un basculement vers les conservateurs de 8,2% avec un taux de participation très élevé de 71%.
Depuis qu'il a quitté le Parlement, il a co-écrit The Pigeon House, publié en 2011 .
Le visage de Plaskitt est utilisé comme modèle pour le personnage du colonel George Blake dans le jeu d'ordinateur de 2001 Operation Flashpoint: Cold War Crisis .
En 2012, Plaskitt est sélectionné comme candidat travailliste pour l'élection du commissaire de la police et du crime pour la police du Warwickshire ,. Lors de l'élection du 15 novembre 2012, il arrive deuxième derrière Ron Ball, le candidat indépendant .